# 兵庫トヨタ自動車
兵庫トヨタ自動車株式会社（ひょうごトヨタじどうしゃ）は、兵庫県神戸市中央区に本社を置くトヨタ自動車のディーラー（トヨタ店）である。

## 概要

### 前史
神戸のマッチ製造業、瀧川儀作が自社の工場で使用する機械の製造、整備を行うためカネキ製機所を設立。瀧川は神戸の財界人として1922年（大正12年）関東大震災の際に横浜税関で焼け残った自動車用エンジン24台の処分を依頼され、自社で修理したシャシーに川崎造船所で製作したボディを載せて自動車として販売した。併せてカネキ自動車商店を発足するに至り、事業は息子の瀧川勝二に引き継がれた。
1927年（昭和2年）ゼネラルモータースが大阪の日本ゼネラル・モータースで自動車の組み立てを始めるとカネキ自動車商店はシボレーの販売権を獲得しディーラーとなる。瀧川勝二はゼネラルモータース販売店協会の会長をも勤めたが、トヨタ自動車が発足すると日本GMの慰留工作を振り切ってトヨタに参加し1937年（昭和12年）に特約販売店契約を締結し、神戸トヨタ販売株式会社を設立した。ちなみに当時トヨタ車の販売を率いた神谷正太郎は日本GMの出身であった。この神戸トヨタ販売は1939年（昭和14年）に株式会社カネキ商店と合併し、さらに戦時下の1943年（昭和17年）に兵庫県下の自動車販売店4社が企業合同を行い兵庫県自動車整備配給株式会社となるが、この会社は終戦により一旦解散となる。
従業員はゼネラルモータースによるアメリカ式の技術講習と販売講習に日本式商法の良さを教育され、後の兵庫トヨタ時代を通じて「瀧川学校」「カネキ学校」と呼ばれるほど多くの自動車ディーラー経営者や幹部を輩出した。

### 設立
1946年兵庫トヨタ販売株式会社として設立。1948年兵庫トヨタ自動車に名称変更。トヨタ社の新車販売を主な業務とする。中古車販売、車検も行っている。
障がい者雇用フェスタ2015では積極的に障害者を雇用してきたことから、「障がい者雇用優良事業所」として表彰される。2016年には自動車販売関係優良事業者表彰を受賞。
2021年2月、関連会社のトヨタカローラ姫路・ネッツトヨタゾナ神戸（旧・トヨタビスタ神戸）とともにグループ再編を行い持株会社制に移行する。グループ統括およびホールディング会社として「株式会社HTグループ」を設立。3社で株式交換を行い当該会社の傘下となった。
2021年4月、大関 (酒造メーカー)が経営していた「トヨタカローラ兵庫」がグループ入りした。

## その後のカネキ商店
1956年（昭和31年）トヨタ自動車販売（当時）が一県一社から複数店方式に方針を改め、新たな販売店として全国にトヨペット店が発足した。兵庫県ではカネキ商店の法人格を継承して神戸トヨペットが発足したが、この新販売店はトヨタ店との競争が目的であったため既存店の資本、経営支配から離れることが条件であった。当時、瀧川勝二は兵庫トヨタの社長としてトヨタ自動車販売店協会の副理事を務めていたが「既得権をもぎ取られる感じ」と述懐している。

## 関連会社
- トヨタカローラ姫路
- トヨタレンタリース兵庫
- ネッツトヨタゾナ神戸（旧・トヨタビスタ神戸）
- トヨタカローラ兵庫